# Plecoptera fasciata
Plecoptera fasciata är en fjärilsart som beskrevs av George Francis Hampson 1891. Plecoptera fasciata ingår i släktet Plecoptera och familjen nattflyn. Inga underarter finns listade i Catalogue of Life.